# Rasoul Mozafari
Rasoul Mozafari Vanani (in persiano رسول مظفری‎; Shahrekord, 22 luglio 1994) è un cestista iraniano.

## Carriera
Con l'Iran ha disputato i Campionati mondiali del 2019.